# 協働ロボット
協働ロボット（英語: collaborative robot、英語: cobot、英語: co-robot）は、産業用ロボットの一種で、人と同じ空間で一緒に作業を行えることが特徴。
従来の産業用ロボットは、出力が非常に大きいものが多く、安全上、人間とは物理的に隔離した状態で作業を行わせる必要があった。協働ロボットは従来の産業用ロボットと比較した場合、小型、軽量に作られており、省スペースで運用が可能となっている。また、大がかりな安全システムが不要となっている。一方で、従来の産業用ロボットと比較して、出力が弱いため非力となっている。
従来の産業用ロボットは、自動車産業、電気産業、電子産業といった製造業を中心に使われているが、こういった産業は、大規模資本であり、寡占も進んでいるため企業数も少ない。このため、ロボット自体の機能も限定的であっても何も問題が無かった。
世界的に労働力の不足が広い業界で発生しており、部品組み立てや、食品産業、化粧品産業、医薬品産業、物流、外食などのサービス産業でロボットの導入が望まれている。しかし、こういった業界に従来の産業用ロボットを導入するには以下のような課題点があった。
- 取り扱う対象物の大きさ、形状、固さが一定ではない。
- ロボットを使用するユーザー（製造業者など）に、ロボットを操作するノウハウが無い。
- 人が行っている作業の自動化が困難。
- 人に対する安全対策が十分に取れない。

協働ロボットは、こういった課題点を以下のような方針で解決した。
- 対象物の大きさ、形状を認識する装置と、安定した把持を行うための力制御（バイラテラル制御）の実現
- 容易なロボットティーチングシステムの実装
- 熟練作業者が行っている動きの再現するためのAIの発展
- 接触感知と制御を行うためのAIの発展

例えば、リシンク・ロボティクス社のバクスターでは、必要な手順を物理的に実行すると、その作業手順をバクスター自身が覚えて再現するため、作業手順を別途プログラミングする必要が無い。ライフロボティクスのCOROは、多関節腕型ロボットだが、人間の肘に相当する部位を無くして、人との接触事故の発生を低減している。また、COROの本体重量は26キログラムであり、アンカーボルトによる固定も不要。

## 日本における協働ロボット
日本においては、出力80ワット以上の産業用ロボットについては、「柵で囲い人間の作業スペースから隔離しなければならない」という国内規制が存在していた。2013年12月にこの規制が緩和され、「ロボットメーカー、ユーザーが国際標準化機構(ISO)の定める産業用ロボットの規格に準じた措置を講じる」などの条件を満たしていれば、出力80ワット以上の産業用ロボットでも人間と同じ作業スペースで稼働させることが可能となった。この規制緩和によって、従来は産業用ロボットを設置できなかった場所でも産業用ロボットを活用できるようになった。
また、第2次安倍内閣により2013年6月14日に閣議決定された日本再興戦略の一環として、2015年1月23日にロボット新戦略が発表される、ロボット新戦略を実践する団体としてロボット革命イニシアティブ協議会(RRI)が同年5月に設立されており、政策支援の形で、インダストリー4.0とも対応してより多くの産業や生活の場にロボットを導入することを目指している。
ISOで定められる産業用ロボットの規格に適用されると考えられている項目には以下のようなものがある。
- ISO/TS 15066 電動芝生、庭園及び園芸機器 - オペレータ制御装置 - 作動力、排気量、位置及び運転方法の指針
- ISO 10218-2 産業用マニピュレーティングロボット - 安全要求事項
- ISO 12100 機械類の安全性

2024年10月に改正された日本産業規格「JIS B 0134」で、新たな用語として「協働」が追加された。